# Lego Ninjago : L'Ombre de Ronin
Lego Ninjago : L'Ombre de Ronin (Lego Ninjago: Shadow of Ronin) est un jeu vidéo d'action-aventure développé par la société britannique TT Games et publié par Warner Bros. Interactive Entertainment en 2015. Le contexte du jeu vidéo se déroule juste après les événements de la saison 4 de la série télévisée d'animation Ninjago et peu avant la saison 5 de la même série.

## Trame

### Histoire
Après la défaite de Chen et de ses guerriers anacondras, les ninjas se confrontent à un voleur de prime du nom de Ronin qui leur vole leurs pouvoirs ainsi que leur mémoire. Pour retrouver leurs pouvoirs et leur mémoire, les ninjas doivent se procurer leur propre arme d’obsidienne. Ils découvrent ensuite que Ronin veut posséder quatre gemmes puissantes lui permettant de contrôler le  monde. 

## Système de jeu
Lego Ninjago : L'Ombre de Ronin est un jeu en trois dimensions où le joueur incarne un personnage et peut lui faire subir des actions (bouger, sauter, attaquer, pratiquer le Spinjitzu, utiliser des pouvoirs). Comme les autres jeux vidéo Lego, deux personnages apparaissent à l’écran, et le joueur peut changer de personnage (chaque personnage a des caractéristiques spéciales).